# تاتيانا رودريغيز
تاتيانا رودريغيز (بالإسبانية: Tatiana Rodríguez)‏ هي عارضة وممثلة مكسيكية، ولدت في 8 نوفمبر 1980 في سيوداد ديل كارمن في المكسيك.

## وصلات خارجية
- تاتيانا رودريغيز على موقع IMDb (الإنجليزية)
- تاتيانا رودريغيز على موقع قاعدة بيانات الفيلم (الإنجليزية)